# Ryszard Major
Ryszard Major (ur. 28 lutego 1948 w Krakowie, zm. 3 września 2010 w Gdańsku) – polski reżyser teatralny.

## Życiorys
Absolwent filologii polskiej Uniwersytetu Jagiellońskiego (1971) oraz Wydziału Reżyserii Dramatu Państwowej Wyższej Szkoły Teatralnej w Warszawie (1975). Podczas studiów w Krakowie, w 1970 założył studencki teatr Pleonazmus.
W latach 1975–1982 pracował w Gdańsku jako etatowy reżyser Teatru Wybrzeże. W tym czasie stworzył ponad 20 spektakli teatralnych, m.in. Teatr osobny Mirona Białoszewskiego, Marię Stuart Fryderyka Schillera, Iwonę, księżniczkę Burgunda, Ślub, Operetkę i Historię Witolda Gombrowicza, Bal w operze Juliana Tuwima, Wieczór Trzech Króli Williama Szekspira, W małym dworku Witkacego oraz Proces Franza Kafki. Pracował także w gdańskim Teatrze Miniatura i Teatrze Miejskim w Gdyni. Ostatnim spektaklem, który wyreżyserował w Trójmieście była realizacja Balu manekinów Brunona Jasieńskiego w lutym 2010.
W latach 1982–1990 był kierownikiem artystycznym Teatru Współczesnego w Szczecinie, później dyrektorem Bałtyckiego Teatru Dramatycznego w Koszalinie (1990–1993). W latach 1995–2004 pracował w Teatrze im. Juliusza Osterwy w Gorzowie Wielkopolskim, do 2002 jako dyrektor, a później jako reżyser. Od 2009 związany był z Teatrem Polskim w Szczecinie.
Współpracował z Teatrem Telewizji, w ramach którego wyreżyserował kilka spektakli: Aktor (1975), Krystyna (1980),Ślub (1983), Listy do Niny (1988) i Zapisz to Miron (1988).
Zmarł w Gdańsku, pochowany 9 września 2010 na cmentarzu Centralnym w Szczecinie (kwatera 22B-11-9).

## Odznaczenia
- Złoty Krzyż Zasługi (1984)
- Brązowy Krzyż Zasługi (1979)
- Srebrny Medal „Zasłużony Kulturze Gloria Artis” (2010)[4]
- Odznaka „Zasłużony Działacz Kultury” (1985)
- Odznaczenie im. Janka Krasickiego (1975)

Źródło:.

## Nagrody
- Nagroda III stopnia XV FPSW we Wrocławiu za reżyserię przedstawienia Teatr osobny Mirona Białoszewskiego w Teatrze Wybrzeże w Gdańsku (1974)
- Nagroda Teatralna Wojewody Gdańskiego za twórcze poszukiwania w dziedzinie teatru lalek - za reżyserię przedstawienia Wyspa wierszy pana Tuwima w Teatrze Lalki i Aktora „Miniatura” w Gdańsku (1981)
- Nagroda Miasta Gdańska w Dziedzinie Kultury „Splendor Gedanensis” (1982)[6]
- Nagroda Redakcji Tygodnika „Fakty” w Bydgoszczy (1983)
- Nagroda XXV FTPP w Toruniu za reżyserię przedstawień Ślub Witolda Gombrowicza w Teatrze Wybrzeże w Gdańsku i Czekając na Godota Samuela Becketta w Teatrze Współczesnym w Szczecinie (1983)
- Nagroda XIX OPTMF w Szczecinie za reżyserię przedstawienia Miłość don Perlimplina do Belisy w jego ogrodzie Federica Garcii Lorki w Teatrze Współczesnym w Szczecinie (1984)
- III Nagroda Publiczności i nagroda jury XXII OPTMF w Szczecinie dla przedstawienia Ławeczka Aleksandra Gelmana w Teatrze Współczesnym w Szczecinie (1987)
- Nagroda Rady Miasta i Zarządu m. Szczecina na XXVIII OPTMF w Szczecinie dla Teatru „Krypta” w Szczecinie za przedstawienie Bal u Salomona Konstantego Ildefonsa Gałczyńskiego (1993)
- Nagroda Towarzystwa Przyjaciół Teatru im. Juliusza Osterwy w Gorzowie Wielkopolskim (1994)
- „Motyl” - Nagroda Kulturalna Prezydenta Miasta Gorzowa Wielkopolskiego za reżyserię spektakli Taki nam się snuje dramat i Żegnaj, Judaszu (2000)[5]
- Nagroda Marszałka Województwa Pomorskiego za całokształt twórczości (2010)

Źródło:.